# Akwatol
Akwatol – kruszący materiał wybuchowy w postaci mieszaniny trotylu (15–30%), saletry amonowej (50–70%), wody z dodatkami żelatynizującymi (krochmal, guma guar lub inne), a często także pyłu aluminiowego. Akwatole charakteryzują się małą wrażliwością na czynniki mechaniczne.